# لوزی آتش
| NFPA 704                           |
| ---------------------------------- |
| NFPA 704 four-colored diamond      |
| لوزی آتش برای سدیم تترا هیدروبورات |

لوزی خطر استانداردی است که سازمان کشوری پیشگیری آتشسوزی آمریکا (NFPA) پدید آورده‌است. این استاندارد را که با نماد «لوزی خطر» نمایانده‌اند کارمندان آتش‌نشانی برای شناخت آسان و بی‌درنگ خطرهایی که ماده‌های دوروبرشان دارند؛ به کار می‌برند.
این نشان به شکل روبه رو است و هر چهارگوش رنگی درون آن معنای ویژه‌ای دارد.

## نمادها
این لوزی درواقع یک مربع ساده است که ۴۵ درجه به سمت شمال تغییر جهت داده است. که خود به چهار بخش مربعی مساوی که یکی از رنگ‌های سفید، زرد، قرمز و آبی می‌باشند تقسیم شده‌ است؛ هر رنگ پیام ویژه‌ای دارد. رنگ آبی پیام خطرات سلامتی و زیستی، رنگ سرخ پیام اندازهٔ آتش‌گیری، رنگ زرد نشانگر میزان واکنش‌پذیری (شیمیایی)، و رنگ سفید دارندهٔ نشان‌های ویژه برای خطرهای ویژه است. میزان خطرهای سلامتی، آتش‌گیری و واکنش‌پذیری از عدد ۰ تا ۴ دسته‌بندی شده‌اند که صفر نشانگر بی‌خطری کامل و ۴ بیانگر خطر فراوان است. همان‌گونه که ذکر شد رنگ آبی فقط در ارتباط با ایمنی سلامت انسان است.

### جدول راهنمای سلامتی (رنگ آبی)
| سلامتی (آبی) | |
| ۴            | کوچک‌ترین تماس می‌تواند باعث مرگ یا جراحت‌های بسیار شدید شود (مثل هیدروژن سیانید و هیدروفلوئوریک اسید و متیل ایزوسیانات و فسژن)                                        |
| ۳            | تماسی کوچک می‌تواند باعث آسیب جدی کوتاه مدت یا جراحت‌های معمولی و خطرناک شود (مثل: گاز کلر و هیدروژن مایع و اسید سولفوریک و کلسیم هیپوکلریت و هگزافلوئورسیلیسیک اسید) |
| ۲            | استفاده شدید و پیوسته البته نه در طولانی مدت می‌تواند باعث ناتوانی‌های کوتاه مدت و جراحت شود (مثل: ید و آمونیوم فسفات و کلروفرم)                                      |
| ۱            | تماس با آن می‌تواند باعث تحریک اعصاب (مانند: خارش) همراه با جراحت‌های خفیف و احساس ناراحتی شود. (مثل: تورپنتاین و پتاسیم کلرید و سدیم برمات)                          |
| ۰            | هیچ خطری برای سلامتی ندارد و لازم به انجام هیچ گونه پیشگیری نیست. (مثل: چوب و کاغذ و لانولین)                                                                       |

### جدول راهنمای آتش‌گیری (رنگ قرمز)
| آتش‌گیری (قرمز) | |
| ۴              | در دما و فشار معمولی جو به سرعت یا کاملاً بخار می‌شود یا مایل است در هوا پراکنده شود و آتش بگیرد (مثل:پروپان و گاز هیدروژن) نقطه فعال‌سازی زیر ۲۳ درجه سانتیگراد (۷۳ درجه فارنهایت).                                                                            |
| ۳              | جامدات و مایعاتی که تقریباً در هر دمایی قابل احتراق هستند. (مثل:بنزین و استون) نقطه فعال‌سازی بیشتر از ۲۳ درجه سانتیگراد (۷۳ درجه فارنهایت) و کمتر از ۳۸ درجه سانتیگراد (۱۰۰ درجه فارنهایت).                                                                   |
| ۲              | قبل از اینکه بسوزد باید به اندازه کافی گرما بگیرد یا اینکه در معرض دمای بالای محیط باشد (مثل:سوخت دیزل و کاغذ و نفتالین و گوگرد) دمای احتراق بین ۳۸ درجه سانتیگراد (۱۰۰ درجه فارنهایت) و ۹۳ درجه سانتیگراد (۲۰۰ درجه فارنهایت)                               |
| ۱              | برای اینکه بسوزد باید به‌طور قابل ملاحظه‌ای حرارت داده شود. (مثل: روغن سویا و آمونیاک و گلیسیرین) دمای احتراق این‌گونه مواد بالای ۹۳ درجه سانتیگراد (۲۰۰ درجه فارنهایت) می‌باشد.                                                                                 |
| ۰              | موادی که در معرض آتش معمولی نمی‌سوزند (مثل: کربن تتراکلرید) و موادی که قابل احتراق نیستند یا برای سوختن باید خیلی حرارت داده شوند، مثل سنگ و ماسه و بتن و آب. این‌گونه مواد واکنش‌پذیری کمی با آتش دارند و در دماهای بالای ۸۰۰ درجه سانتی‌گراد قابل سوختن هستند. |

### جدول راهنمای میزان واکنش‌پذیری (رنگ زرد)
| واکنش‌پذیری (زرد) | |
| ۴                | در دما و فشار معمولی جو قابل انفجار است یا به عنوان مواد منفجره بکار می‌رود. (مثل: نیتروگلیسیرین و هیکسوژن) |
| ۳                | قابل انفجار است ولی به انرژی فعال‌سازی زیادی احتیاج دارد و باید محبوسانه فعال شود. با آب واکنش انفجاری نشان می‌دهد یا اگر به آن شوک شدیدی وارد شود منفجر می‌شود. (مثل: فلوئور و هیدروژن پراکسید و سزیم و نیترات آمونیوم) |
| ۲                | در شرایط سخت شیمیایی و در دما و فشار بالا منفجر می‌شود. با آب به شدت واکنش نشان می‌دهد یا روی آن منفجر می‌شود. (مثل: فسفر سفید و پتاسیم و سدیم)                                                                          |
| ۱                | در شرایط عادی پایدار است؛ ولی در دما و فشار بالا ناپایدار می‌شود. (مثل:هیدروژن فلوئورید و پروپن و روی) |
| ۰                | پایدار است. حتی در تماس با آتش. با آب نیز واکنش نمی‌دهد. (مثل:هلیم و گاز نیتروژن) |

### جدول راهنمای نمادهای ویژه (سفید)
| نمادهای ویژه (سفید) | |
| W                   | واکنش با آب غیرعادی است یا وضعیت خطرناکی را ایجاد می‌کند. (مثل: سزیم و سدیم)                                                                                        |
| OX یا OXY           | اکسیدکننده است. (مثل: پتاسیم پر کلرات، آمونیوم نیترات و دی نیتروژن مونوکسید)                                                                                       |
| SA                  | یک گاز اختناق‌آور است. گازهای اختناق آور، نیتروژن، مونواکسیدکربن، نئون، آرگون، کریپتون و زنون هستند.                                                                |
| COR                 | خورنده است؛ یک اسید یا باز قوی است. (مثل: هیدروکسید پتاسیم و اسید سولفوریک و فنول) گاهی برای تشخیص بهتر از علایم ACID برای اسیدها و ALK برای بازها استفاده می‌کنند. |
| BIO                 | خطر زیستی دارد. (مثل: ویروس ایدز) |
| POI                 | سمی است. (مثل: جیوه و سرب) |
| RA یا RAD           | رادیواکتیویته است. (مثل: اورانیوم) |
| CRY یا CRYO         | بسیار سرد است. (مثل: نیتروژن مایع) |

نکته: فقط علایم W و OX/OXY و SA جز علایم رسمی استاندارد NFPA 704 است و بقیه علایم به صورت غیررسمی استفاده می‌شود.